# Рудник над Санем
Ру̀дник над Са̀нем (на полски: Rudnik nad Sanem) е град в Югоизточна Полша, Подкарпатско войводство, Нисковски окръг. Административен център е на градско-селската Руднишка община. Заема площ от 36,60 км2.

## География
Градът се намира в историческия регион Малополша. Разположен е близо до левия бряг на река Сан.

## История
Получава градски права през 1552 г. Градът взима активна роля по време на Полската кампания през Втората световна война.

## Население
Според данни от полската Централна статистическа служба, към 1 януари 2014 г. населението на града възлиза на 6 858 души. Гъстотата е 187 души/км2.